# Trichothraupis melanops
La tangara de anteojos (en Perú), frutero corona amarilla (en Uruguay, Argentina y Paraguay) o frutero de anteojos negros (Trichothraupis melanops), es una especie de ave paseriforme de la familia Thraupidae, la única del género monotípico Trichothraupis. Es nativa de América del Sur, en la región andina del oeste y en el centro oriental.

## Distribución y hábitat

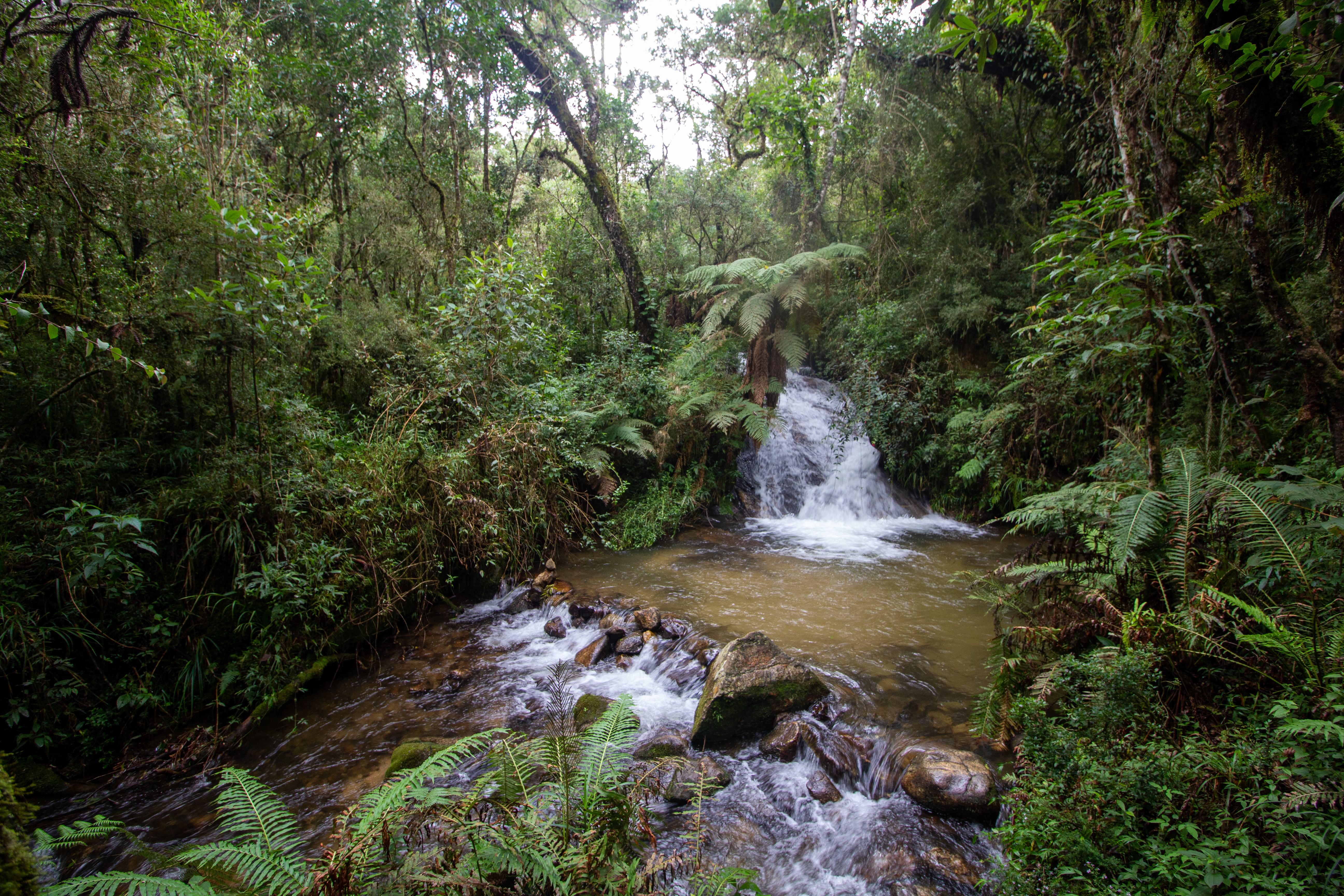
Mata atlántica en Campos do Jordão, São Paulo, Brasil, ejemplo de hábitat de la especie.

Se encuentra en una gran parte del este y sur de Brasil (al sur desde Bahía), este de Paraguay, norte de Uruguay y noreste de Argentina (al sur hasta el norte de Entre Ríos y este de Chaco; con una población disjunta a lo largo de la vertiente oriental andina, en Perú (al sur desde San Martín), por Bolivia y noreste de Argentina (hasta Salta).
Esta especie es considerada bastante común —aunque la población asociada con los Andes es relativamente local y poco común— en sus hábitats naturales: el nivel inferior de selvas húmedas y montanas, bosques secundarios y bosques en galería entre los 500 y 2400 m de altitud, hasta los 1550 m en la Mata Atlántica del sureste de Brasil.

## Descripción
Mide 16,5 cm de longitud. La parte inferior de su cuerpo es de color canela a leonado; la espalda y la cabeza son de color marrón oliváceo que contrasta con la cola y las alas negras, estas últimas con un espéculo blanco que es difícil de ver cuando se alza en vuelo, pero conspicuo en el momento del vuelo. Exhiben dimorfismo sexual, el macho tiene una mancha amarilla en la corona y una gran mancha negra alrededor de los ojos, que parecen "gafas" o anteojos, ausentes en la hembra, que es más apagada. El pico es gris azulino, las patas grisáceas y el iris pardo rojizo.

## Comportamiento
Forrajea en parejas o en pequeños grupos, frecuentemente asociado a bandadas mixtas con otras especies del sotobosque, actuando como centinela y sigue las hormigas guerreras para atrapar las presas que huyen de ellas. Para alimentarse se asocia también con dos especies de monos: Sapajus apella y Alouatta clamitans. Generalmente es bien visible y fácil de observar.

### Alimentación
Se alimenta de frutos y también de insectos.

### Vocalización
El canto es una serie variable de frases con una mezcla de notas dulces y agudas, a menudo repetida varias veces. El llamado, bastante oído, es un «chet» cortante.

## Sistemática

### Descripción original
La especie T. melanops fue descrita por primera vez por el naturalista francés Louis Pierre Vieillot en 1818 bajo el nombre científico Muscicapa melanops; su localidad tipo es: «Paraguay».
El género Trichothraupis fue propuesto por el ornitólogo alemán Jean Cabanis en 1850, la especie tipo definida fue Tachyphonus quadricolor Vieillot, 1819, un sinónimo posterior de Muscicapa melanops.

### Etimología
El nombre genérico femenino «Trichothraupis» se compone de las palabras del griego «thrix: pelo, cabello, y «thraupis»: pequeño pájaro desconocido, mencionado por Aristóteles, tal vez algún tipo de pinzón —en ornitología thraupis significa tangara—; y el nombre de la especie «melanops», se compone de las palabras griegas «melas»: negro  y «ōps»: cara.

### Taxonomía
Los amplios estudios filogenéticos recientes de Burns et al. (2014) demuestran que el presente género está hermanado con Eucometis y el par formado por ambas con el género Loriotus, en una subfamilia Tachyphoninae. Algunos autores en el pasado la colocaron en un género Lanio. Es monotípica.